# Delage Type CO

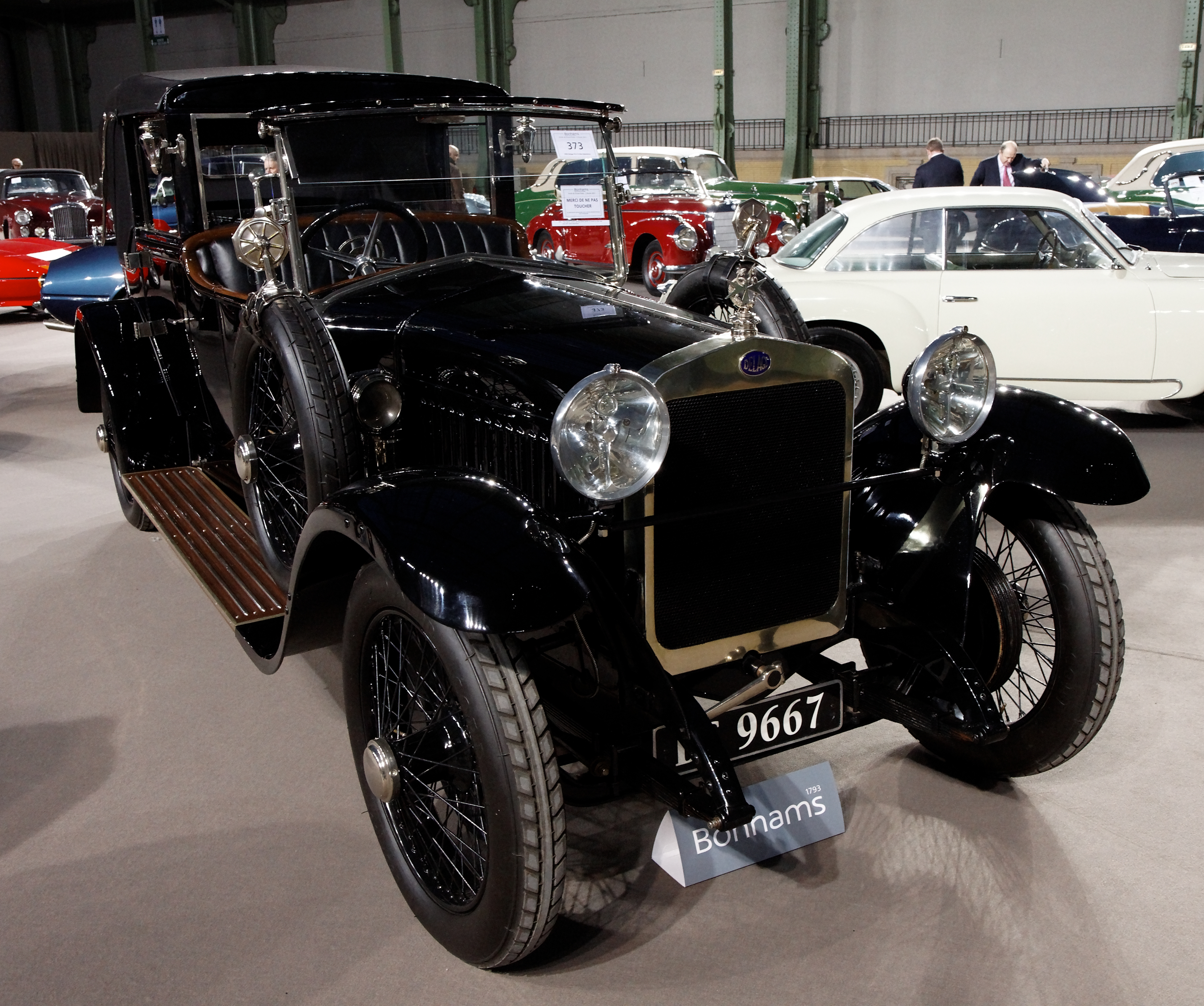
Das Fahrzeug von der Auktion 2018: Delage Type CO von 1920

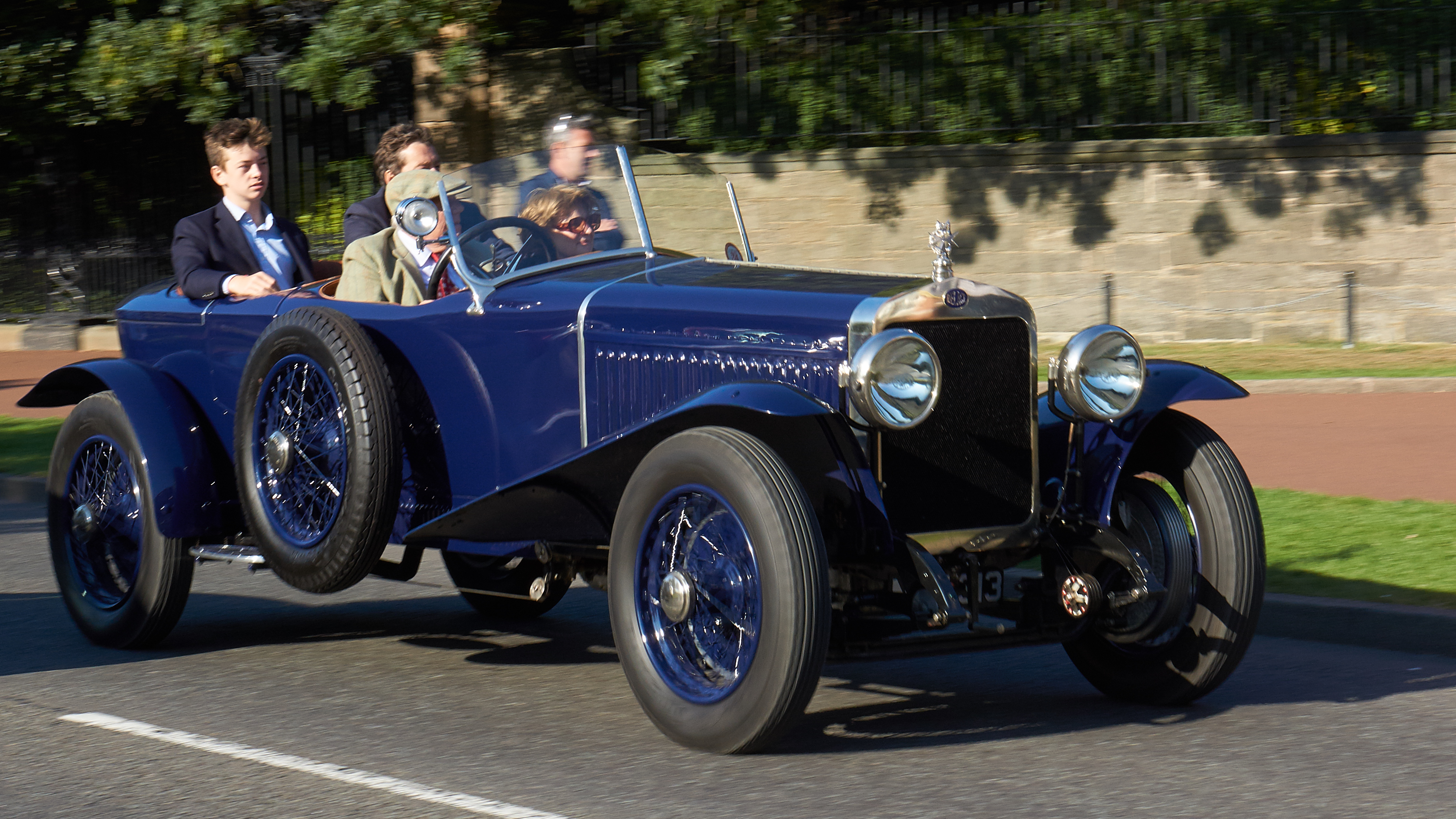
Das Fahrzeug von der Auktion 2010: Delage Type CO.2 von 1923

Der Delage Type CO war ein Pkw-Modellreihe der französischen Marke Delage. Sie umfasste Delage Type CO E, Delage Type CO und Delage Type CO.2.

## Beschreibung

### Type CO E
Die nationale Zulassungsbehörde prüfte den Type CO E mit der Nummer 6047 und der Motorennummer 15001 und erteilte am 22. Februar 1916 die Genehmigung. Am 7. September 1916 erhielt das gleiche Fahrzeug mit der Motornummer 101 die Zulassung. Der Grund für die doppelte Prüfung ist unklar, zumal keine Unterschiede beim Motor, Getriebe oder Fahrgestell überliefert sind. Das französische Militär nahm viele dieser Fahrzeuge ab. Delage bot diese Ausführung von 1916 bis etwa 1917 an. 
Ein selbst hergestellter Sechszylindermotor vom Typ CO trieb die Fahrzeuge an. Er hatte 75 mm Bohrung und 150 mm Hub. Das ergab 3976 cm³ Hubraum und 18 Cheval fiscal. Der Motor leistete 46 PS.
Das Fahrgestell hatte 1440 mm Spurweite. Der Radstand betrug bei der Normalausführung 3430 mm und bei der Langversion 3675 mm.
Überliefert sind die folgenden Aufbauten: Torpedo bzw. Tourenwagen mit vier Türen, Skiff mit drei Sitzen, Landaulet, Limousine mit vier Türen, Roadster und Coupé.

### Type CO
Am 27. Juli 1917 erhielt der folgende Type CO seine Typzulassung. Geprüft wurde das Fahrzeug 6268 mit dem Motor 103. Dieses Modell wurde von 1917 bis 1921 angeboten. Der Motor war vom Typ 6.O, wobei keine Erklärung vorliegt, was der Buchstabe O bedeutet. 80 mm Bohrung, 150 mm Hub, 4524 cm³ Hubraum, 20 CV und 70 PS Motorleistung waren seine Daten. Nach dem Ersten Weltkrieg erhielt er Vierradbremsen. Eine Quelle gibt 1680 mm Fahrzeugbreite und 1950 kg Leergewicht an.

### Type CO.2
Diese Ausführung kann als Nachfolger des Delage Type GS angesehen werden. Sie wurde mit dem Fahrzeug 10.596 und dem Motor 117 am 3. Februar 1923 typgeprüft. Die Bauzeit war von 1923 bis 1924. Der Motor vom Typ 6.O S hatte die gleichen Zylinderabmessungen, war aber mit 22 CV eingestuft und leistete 80 PS. Eine Quelle gibt eine falsche Fahrzeuglänge von 3680 mm an, die nicht zur Fahrgestelllänge passt, und bestätigt 1680 mm Fahrzeugbreite sowie 1950 kg Leergewicht.
Der Delage Type GL wurde 1924 der Nachfolger.

## Automobilsport
Bouchayer setzte am 28. August 1921 einen Type CO beim Bergrennen von Laffrey bei Grenoble ein. Er errang den ersten Platz in seiner Hubraumklasse.

## Stückzahlen und überlebende Fahrzeuge
Peter Jacobs vom Delage Register of Great Britain erstellte im Oktober 2006 eine Übersicht über Produktionszahlen und die Anzahl von Fahrzeugen, die noch existieren. Seine Angaben zu den Bauzeiten weichen in einigen Fällen von den Angaben der Buchautoren ab. Stückzahlen zu den Modellen vor dem Ersten Weltkrieg sind unbekannt. Für dieses Modell gibt er die abweichende Bauzeit von 1917 bis 1924 an. Es wurden 1390 Type CO und 200 Type CO.2 produziert, von denen noch 13 und 10 existieren.

## Auktionen
Artcurial versteigerte am 10. Juli 2013 einen Type CO von 1920 mit einem Aufbau als Coupé-Chauffeur vom Karosseriebauunternehmen Boulogne et Fils für 69.793 Euro.
Sotheby’s bot am 5. September 2018 ebenfalls einen Type CO von 1920 mit einer ähnlichen Karosserie, die Salamanca genannt wurde, an und erwartete einen Preis von 120.000 bis 150.000 Pfund Sterling, verkaufte das Fahrzeug allerdings nicht.
Bonhams hatte bereits 13. November 2010 einen Type CO.2 von 1923 als Dual Cowl Tourer angeboten, konnte das Fahrzeug bei einem Schätzpreis von 140.000 bis 180.000 Euro aber nicht verkaufen.